# Bourget (Ontario)
Bourget es un pueblo del este de Ontario, Canadá que es parte de la ciudad de Clarence-Rockland junto con los Condados unidos de Prescott-Russell.
El pueblo le debe su nombre a Ignace Bourget, obispo de Montreal desde 1841 hasta 1876.
Durante la década de 1920, la tala de los bosques de pino blanco en esta área había dejado una zona árida arenosa en ese entonces conocida como el "Desierto de Bourget". Desde entonces, millones de árboles fueron plantados en esta zona que hoy se conoce como el Bosque Larose.
Dos carreteras importantes pasan a través de Bourget: una de ellas, el camino de Russell, es utilizado por los viajeros en la mañana rumbo a Ottawa desde la región del Este de Ontario, la carretera 138, que conecta Rockland (norte) a Casselman (sur), es la segunda carretera que pasa a través de Bourget. Esta ruta es una de las pocas que une el norte con el sur.

## Personalidades destacadas
- Stephane Yelle (jugador de hockey)